# Moïse Mugisha
Moïse Mugisha (* 1. September 1997 in Busogo) ist ein ruandischer Radrennfahrer.

## Sportlicher Werdegang
Mugisha ist das älteste von sieben Kindern seiner Eltern und verdiente seinen Lebensunterhalt mit Fahrradtransporten, bevor er mit 20 Jahren von einem ruandischen Radsportteam verpflichtet wurde. 2018 konnte er sich bei seiner ersten Teilnahme an der Tour du Rwanda, einem der bedeutendsten Etappenrennen in Afrika, mit einem zehnten Platz auszeichnen.
2019 hatte er einen Durchbruch mit dem Gewinn zweier Etappen der UCI Africa Tour und der U23-Afrikameisterschaft im Einzelzeitfahren. Mit dem ruandischen Nationalteam nahm er an mehreren Rennen in Europa teil. Dem Gewinn der U23-Afrikameisterschaft folgten in den folgenden Jahren noch sechs Medaillengewinne in der Elite.
2020 sollte er für das französische Team La Roche-sur-Yon Vendée Cyclisme fahren, was die Corona-Pandemie allerdings vereitelte. Er fuhr 2020 erstmals für eine ruandische UCI-Kontinentalmannschaft, die er im folgenden Jahr aufgrund eines Konflikts mit dem Management verließ; stattdessen wechselte er zum südafrikanischen Team ProTouch. Mit der Nationalmannschaft nahm er am olympischen Straßenrennen 2021 sowie erneut an Rennen in Europa teil. 2023 gewann er erstmals eine nationale Meisterschaft im Einzelzeitfahren.
Außer bei Afrikameisterschaften und den Olympischen Spielen 2020 vertrat Mugisha sein Land bei den Straßenradsport-Weltmeisterschaften 2019 und 2022, bei den Afrikaspielen 2019 und den Commonwealth Games 2022. Neben UCI-registrierten Rennen in Afrika gewann er zahlreiche Rennen des nationalen Kalenders.

## Erfolge
2019
 Afrikameister – Einzelzeitfahren (U23)
 Afrikameisterschaften – Mannschaftszeitfahren
 Afrikaspiele – Einzelzeitfahren, Mannschaftszeitfahren
eine Etappe Tour de l’Espoir
eine Etappe Tour du Faso
Bergwertung Tour du Cameroun
2020
Gesamtwertung, zwei Etappen und Nachwuchswertung Grand Prix Chantal Biya
2021
 Afrikameisterschaften – Mannschaftszeitfahren, Mixed-Staffel
 Afrikameisterschaften – Einzelzeitfahren
2022
eine Etappe und Bergwertung Tour du Rwanda
Gesamtwertung Tour du Cameroun
2023
 Ruandischer Meister – Einzelzeitfahren
 Afrikameisterschaften – Einzelzeitfahren
 Afrikameisterschaften – Mannschaftszeitfahren
2024
 Ruandischer Meister – Einzelzeitfahren
 Afrikameister – Mixed-Staffel